# Stall & Stuteri Palema
Stall & Stuteri Palema är ett travstall och stuteri beläget i Edsvära i Vara kommun, Västra Götalands län. Stuteriet ingår i koncernen Benders. Hästverksamheten startade 1960, och stjärnhästar som Gidde Palema (1995) och Torvald Palema (2001) är födda här.

## Historia
Stall Palema startade sin verksamhet 1960, då Karl-Erik Bender och travtränaren Tore Ernfridsson åkte till auktionen på Brodda stuteri i Skåne. Där köpte de stoet Palema Fibber för under 5 000 kronor. Palema Fibber tränades av Ernfridsson och sprang totalt in 61 925 kronor och hade tio raka segrar på sin meritlista. Efter en skada som fyraåring gick hon till avel, och fick ett föl, Miss Palema. Hon gjorde därefter en mindre comeback, men gick sedan åter till avel och fick ytterligare tre föl: Mr Palema, Ohwe Palema och Rickard Palema. Drygt tio år gammal dog hon av kolik.
Palema Fibber gav namn åt stallet, och alla hästar som föddes upp i egen regi fick redan från början efternamnet Palema, något som har hållits fast vid. Som förnamn har namn ur Karl-Erik Benders familjekrets använts, och även anställda i företaget Benders har ibland fått låna sina namn åt fölen.
2019 hade stuteriet 50 hästar, varav 15 egna fölston.

## Framgångsrika uppfödningar

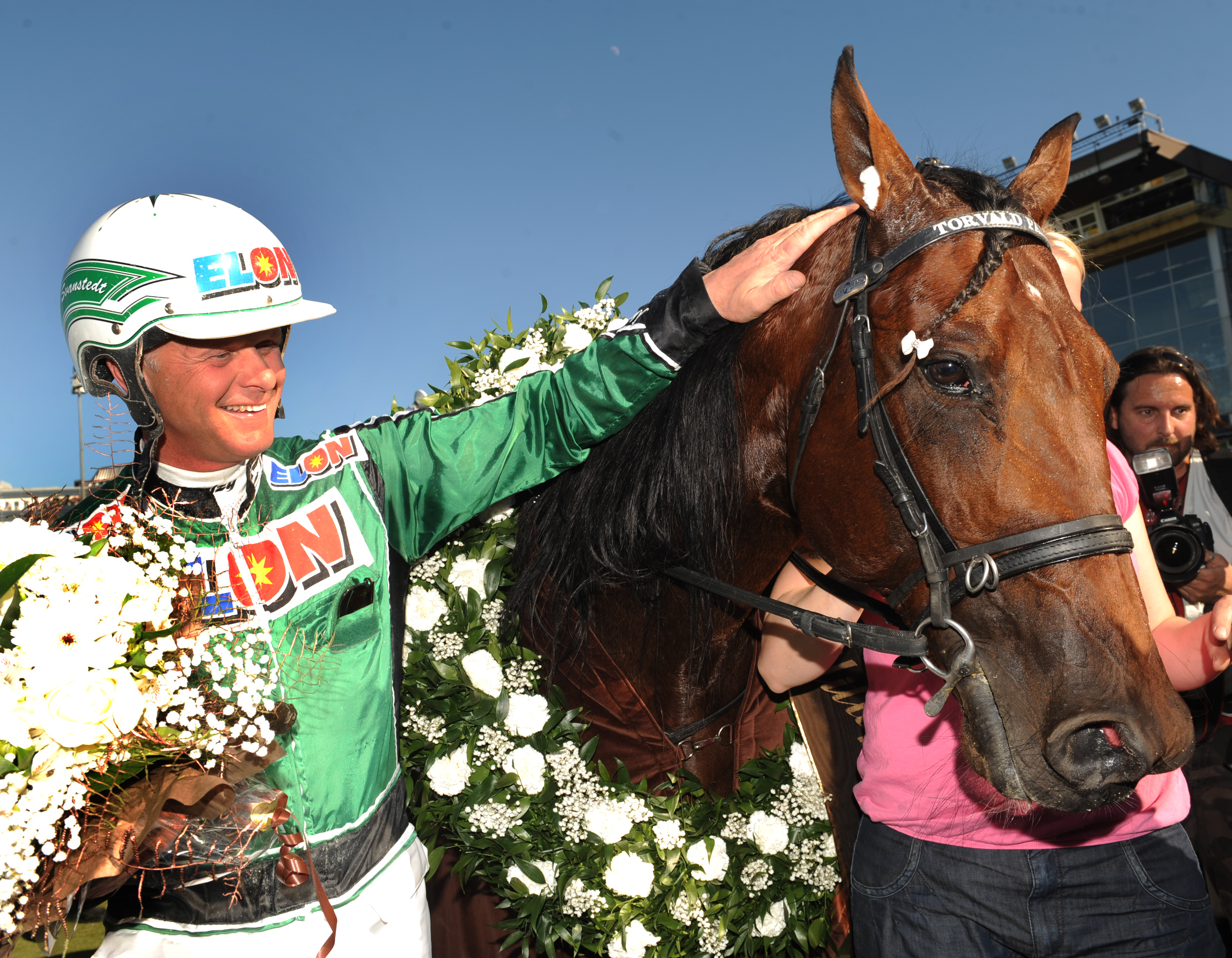
Torvald Palema är en av stuteriets mest framgångsrika hästar. På bilden syns han med tränare Åke Svanstedt efter att ha vunnit 2009 års upplaga av Elitloppet.

Bland stuteriets mest framgångsrika uppfödningar ses ett 30-tal hästar som sprungit in över en miljon kronor, och ett 70-tal hästar som sprungit in en halv miljon kronor. Stuteriets mest vinstrika uppfödningar är Gidde Palema (27 miljoner kr) och Torvald Palema (26,7 miljoner kr), och de är tillsammans de två mest vinstrika svenskfödda hingstarna genom tiderna i Sverige. Båda hästarna har även vunnit Sveriges största travlopp, Elitloppet (2004 respektive 2009).
Även hingsten Alf Palema har varit viktig för verksamheten, då han fick stora framgångar i USA under sin tävlingskarriär, och i Sverige under sin avelskarriär, då han blev den dominerande elithingsten. Hans avkommor sprang in mest pengar under hans avelstid i Sverige genom tiderna.
Sedan stallets start har deras hästar segrat i flera internationella storlopp, bland annat Olympiatravet, Hambletonian Stakes, Elitloppet och Stochampionatet.

## Tränare
Den förste tränaren för stallet var Tore Ernfridsson. Även Roger Grundin, Bo Näslund, Sven-Gunnar Andersson, Jonas Moberg, Björn Goop och Åke Svanstedt har varit huvudtränare åt Stall Palema.

### Lista över huvudtränare
- 1960–1970 - Tore Ernfridsson
- 1970–197? - Bo Näslund
- 197?–1973 - Roger Grundin
- 1974–19?? - Björn Martinsson
- 19??–19?? - Sven-Gunnar Andersson
- 1990–1994 - Jonas Moberg
- 2000–2001 - Björn Goop
- 2001–2009 - Åke Svanstedt
- 2009–2019 - Pär Hedberg
- 2019–2022 - Linus Svensson
- 2022–nutid - Hans Crebas[10]